# جو مسي
جو مسي (بالإنجليزية: Joe Mesi)‏ مواليد 27 نوفمبر 1973 في نيويورك، الولايات المتحدة، هو ملاكم أمريكي سابق صنّف ضمن فئة الوزن الثقيل.

## إحصائيات
خاض خلال مسيرته 36 نزالا، فاز في 36 ولم يتعادل ولم يخسر. فاز بالضربة القاضية في 29 نزالا.

## روابط خارجية
- جو مسي على موقع بوكس ريك (الإنجليزية) (registration required)